# 本多政昌

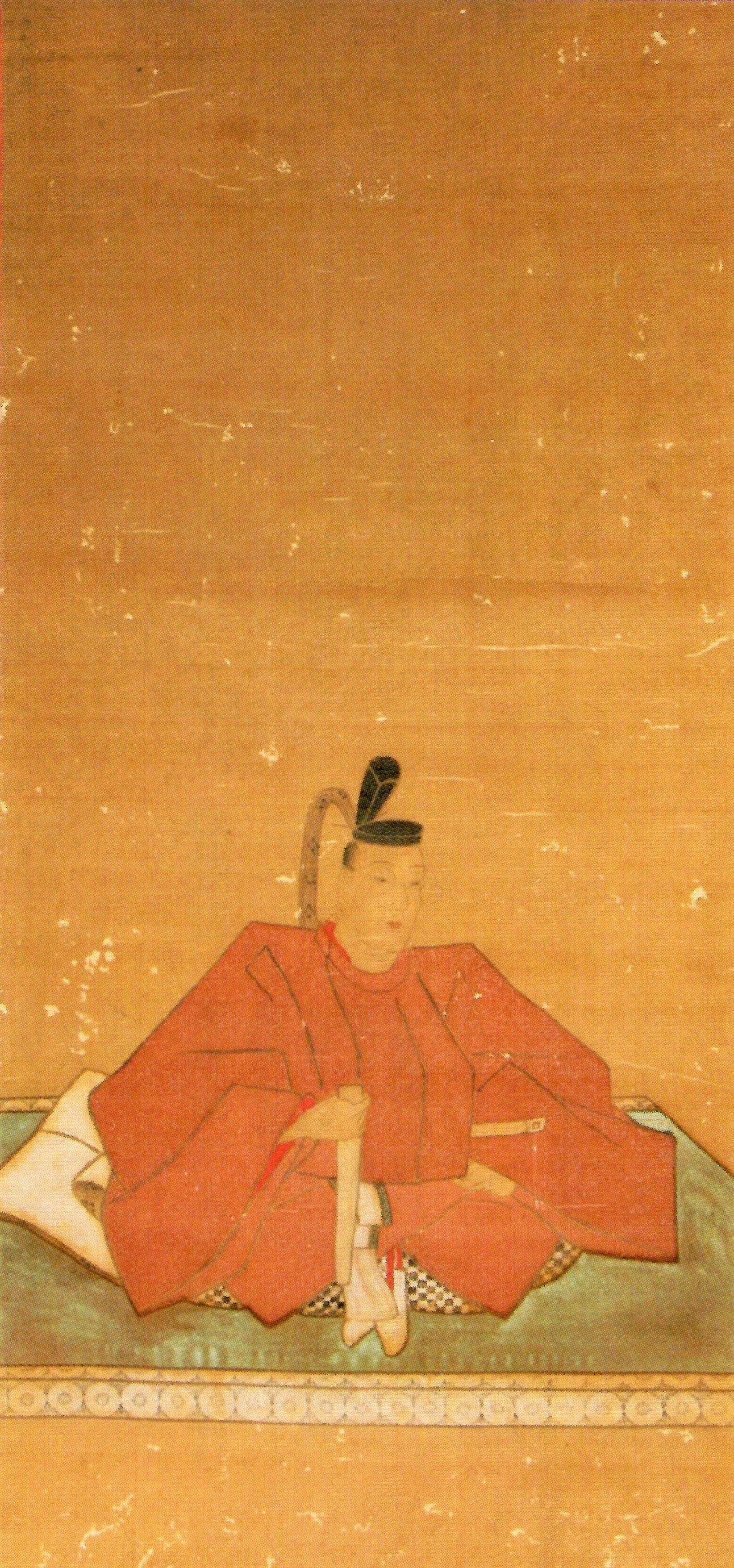
本多政昌

本多 政昌 （ほんだ まさあきら、元禄2年4月17日（1689年6月4日） - 延享5年3月18日（1748年4月15日）） は、加賀藩の執政、加賀八家本多家第5代当主。
父は加賀藩家老本多政敏。正室は本多図書政冬の娘。子は長善連室。養子は本多政行。官位は従五位下安房守。通称は嘉藤次。

## 生涯
元禄2年（1689年）加賀藩家老本多政敏の四男として生まれる。享保8年（1723年）兄本多政質の死去により家督と5万石の知行を相続する。人持組頭、年寄を務めた。
享保8年（1723年）12月従五位下安房守に叙任。享保11年（1726年）公儀御用（宗門方御触）。享保15年（1730年）金沢城代となる。
寛保2年（1742年）青地礼幹より、藩主前田吉徳側近大槻朝元（伝蔵）の非行を弾劾する書状を届けられる。礼幹は、本多政重の長男政次の曾孫で、当時前田直躬と共に大槻排斥を強く訴えていた一人である。年寄である政昌の力により大槻排除を期待してのことであったが、大槻が失脚するのは礼幹の没後、藩主吉徳の死去を待たねばならなかった。
延享元年（1744年）藩主吉徳より、不和であった分家本多頼母政恒との和解を命じられる。延享3年（1746年）加賀騒動の当事者大槻伝蔵を屋敷に召還し蟄居を申し渡す。朝元は政昌の組であった。
延享5年（1748年）3月18日没。享年60。家督は一門本多政冬の子政行が相続した。

## 演じた俳優
- 東野英治郎：「仲代達矢アワー 加賀騒動」（CX、1964年）